# Honey Bane
Honey Bane (* 1964 in London; mit bürgerlichem Namen Donna Tracy Boylan) ist eine britische Sängerin und Schauspielerin.

## Leben
Ihre ersten musikalischen Anläufe machte sie 1978 mit der Gründung der Fatal Microbes. 1979 tat sie sich mit der Band Crass aus Essex zusammen. Zusammen brachte man als Donna and the Kebabs 1979 die EP You Can be You heraus. Unter dem Einfluss von Jimmy Pursey wechselte sie zu EMI/Zonophone. Es folgte 1980 die EP Turn Me On Turn Me Off und weitere Singles, die aber kaum noch erfolgreich waren.

## Diskografie
- Violence Grows (1979)
- You Can Be You (1979)
- Guilty (1980)
- Turn Me On Turn Me Off (1980)
- Baby Love / Mass Production (1981)
- Jimmy Listen To Me / Negative Exposure (1981)
- Wish I Could Be Me / Childhood Prince (1982)
- Dizzy Dreamers / Io's Burning / Ongoing Situation (1983)